# کپیتال لند

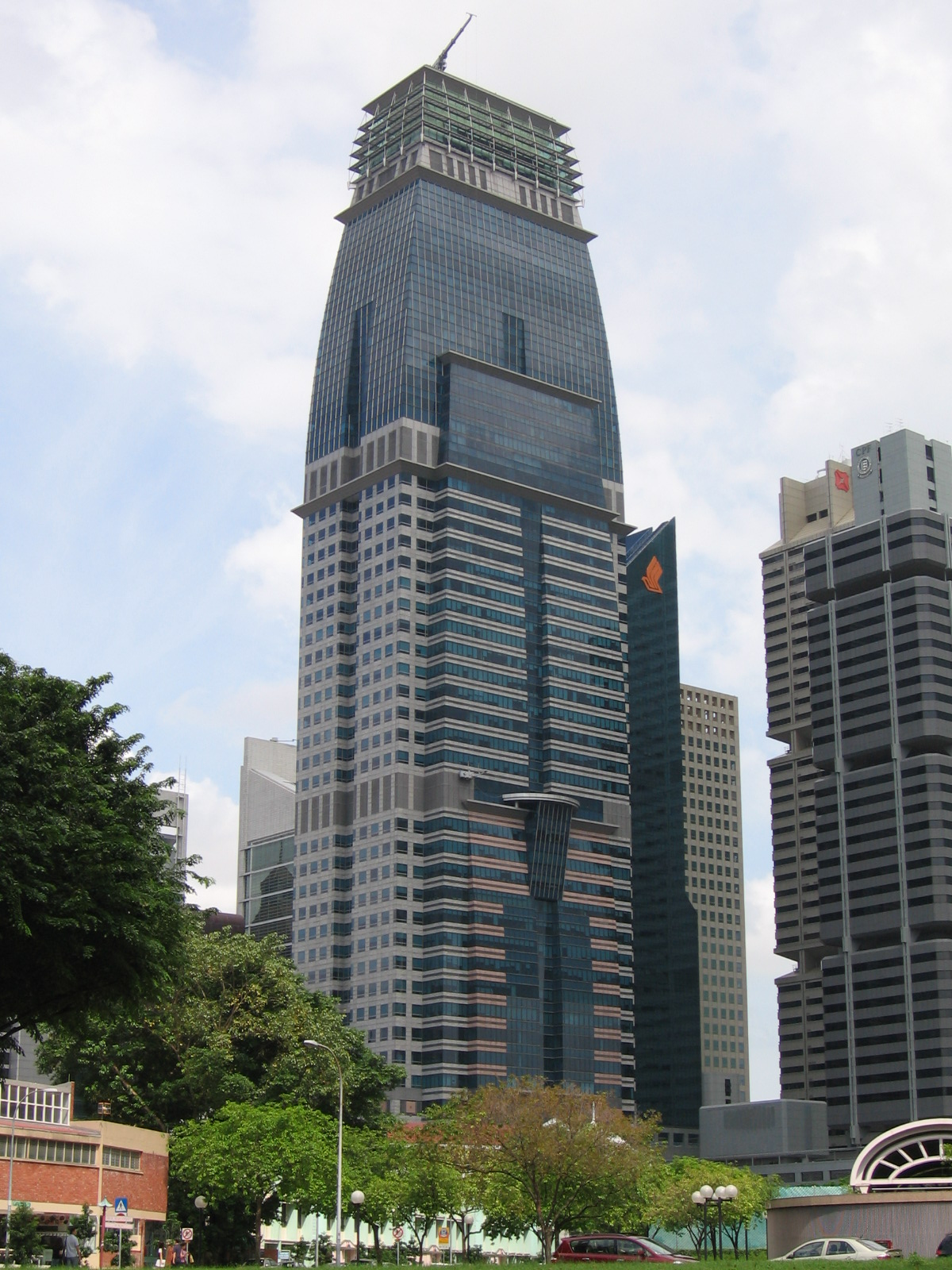
دفتر مرکزی کپیتال لند، در برج کپیتال؛ چهارمین ساختمان بلند سنگاپور

کپیتال لند (به انگلیسی: CapitaLand) شرکت املاک و مستغلات سنگاپوری است، که در زمینه ساخت‌وساز و توسعه املاک و مستغلات، ارائه خدمات مالی، هتلداری، گردشگری و مهمان‌نوازی فعالیت می‌کند.
شرکت کپیتال لند در سال ۲۰۰۰ از ادغام شرکت‌های دی‌بی‌اس لند (بازوی ساخت‌وساز دی‌بی‌اس بانک) و پیدمکو لند تاسیس شد و در حال حاضر بزرگترین شرکت املاک سنگاپور می‌باشد و دارای پروژه‌های فعال در کشورهای حوزه خلیج فارس، اروپا، آسیای شرقی و استرالیا می‌باشد.
دفتر مرکزی این شرکت در برج کپیتال، سنگاپور قرار دارد و بخشی از سهام آن در بازار بورس سنگاپور معامله می‌شود. شرکت تماسک با در اختیار داشتن ۴۰٪ از سهام کپیتال لند، مالک اصلی آن به‌شمار می‌آید.